# Cyclodinus
Cyclodinus is een geslacht van kevers van de familie snoerhalskevers (Anthicidae).

## Soorten
- C. angustulus Pic, 1892
- C. ataensis Pic, 1901
- C. basanicus Sahlberg, 1913
- C. bicarinula De Marseul, 1879
- C. blandulus Baudi, 1877
- C. bremei LaFerté-Senéctère, 1842
- C. brivioi Bucciarelli, 1962
- C. californicus (LaFerté-Senéctère, 1848)
- C. cerastes Truqui, 1855
- C. coniceps De Marseul, 1879
- C. constrictus Curtis, 1838
- C. croissandeaui Pic, 1893
- C. debilis LaFerté-Senéctère, 1849
- C. dentatus Pic, 1895
- C. desbrochersi Pic, 1893
- C. dimidiatus Wollaston, 1864
- C. endroedyi Uhmann, 1982
- C. erro Truqui, 1855
- C. fatuus Truqui, 1855
- C. forticornis Pic, 1893
- C. franciscanus (Casey, 1895)
- C. ghanaensis Uhmann, 1982
- C. guineaensis Uhmann, 1982
- C. humilis (Germar, 1824)
- C. incomptus Truqui, 1855
- C. italicus Pic, 1901
- C. kryzhanovskii Blinstein, 1988
- C. larvipennis De Marseul, 1879
- C. lindbergi Bonadona, 1964
- C. longipilis Brisout de Barneville, 1863
- C. lotus De Marseul, 1879
- C. lucidicollis De Marseul, 1879

- C. maltzevi Blinstein, 1988
- C. manyaraensis Uhmann, 1982
- C. mediobrunneus Pic, 1893
- C. mimus (Casey, 1895)
- C. minutus LaFerté-Senéctère, 1842
- C. misoloughii Pic, 1893
- C. moltonii Bucciarelli, 1961
- C. mono Chandler, 2005
- C. montandoni Pic, 1909
- C. morawitzi Desbroches des Loges, 1875
- C. paiute Chandler, 2005
- C. reitteri Pic, 1892
- C. roberti Pic, 1892
- C. salinus Crotch, 1866
- C. sareptanus Pic, 1893
- C. semiopacus Reitter, 1887
- C. sibiricus Pic, 1893
- C. tansanianus Uhmann, 1982
- C. thessalius De Marseul, 1879
- C. ustulatus LaFerté-Senéctère, 1849